# Tomaž Šalamun
Tomaž Šalamun, né à Zagreb le 4 juillet 1941 et mort le 27 décembre 2014  à Ljubljana, est un poète slovène. Il a publié plus de trente livres de poésie en slovène. Il s'est bâti une réputation internationale autour de ce qu'un critique[Qui ?] a appelé « la complexe santé mentale des limites » en décrivant son esprit anarchique subtil[pas clair]. Plusieurs de ses livres ont été traduits en anglais, dont The Four Questions of Melancholy (White Pine Press, New York, 1997). Sa poésie recouvre aussi bien la politique que des expériences intimes. La peintre et graphiste Metka Krašovec était son épouse.
Tomaž Šalamun était membre de l'Académie slovène des sciences et des arts.

## Œuvres traduites en français
- Poèmes choisis. Retour en Europe centrale, Paris, Publications de l'Unesco, 1995.
- Poèmes choisis, traduits par Mireille Robin et Zdenka Štimac, Paris, éditions Est-Ouest Internationales, 1995 ; seconde édition 2001.
- Livre pour mon frère (Knjiga za mojega brata), poésies (édition bilingue), traduites par Zdenka Štimac, Saint-Nazaire, M.E.E.T., La Collection des bilingues, 1998.
- L'Arbre de vie, traduit par Zdenka Štimac, Éditions franco-slovènes & Cie, Montreuil, 2013.
- Ambre, traduit par Zdenka Štimac, Éditions franco-slovènes & Cie, Montreuil, 2013.

## Œuvres sur Šalamun en français
- Jad Hatem,  Poésie slovène contemporaine : la pierre d'écriture, Éditions du Cygne, 2010.